# Brasil Open 2009
Brasil Open 2009 var en tennisturnering som spelades utomhus på grus. Det var det 9:e året Brasil Open spelades, det var en del av International Series på ATP-touren 2009. Turneringen spelades i Costa do Sauípe, Brasilien, mellan den 9 february och 14 februari 2008.
I singeln deltog bland annat den regerande mästaren Nicolas Almagro som då var rankad som nummer 17 i världen, Tommy Robredo och Albert Montanes. Andra som var högt seedade var finalisten i Movistar Open 2009 Jose Acasuso, Marcel Granollers, Eduardo Schwank, Nicolas Devilder och Potito Starace.

## Deltagare

### Seedade
| Spelare           | Nationalitet | Rankning* | Seedad |
| ----------------- | ------------ | --------- | ------ |
| Nicolas Almagro   | Spanien      | 18        | 1      |
| Tommy Robredo     | Spanien      | 19        | 2      |
| Albert Montanes   | Spanien      | 42        | 3      |
| Jose Acasuso      | Argentina    | 41        | 4      |
| Marcel Granollers | Spanien      | 47        | 5      |
| Eduardo Schwank   | Argentina    | 52        | 6      |
| Nicolas Devilder  | Frankrike    | 64        | 7      |
| Potito Starace    | Italien      | 66        | 8      |

- Rankningarna var per den 9 februari 2009.

### Andra deltagare
Följande spelare fick ett wild card till huvuddragningen:
- Ricardo Hocevar
- Flavio Saretta
- Thiago Alves
- Frederico Gil
- Pablo Cuevas

Förjande spelare fick komma in i kvalificeringsdragningen:
- Lukasz Kubot
- Rui Machado
- Daniel Silva
- Caio Zampieri

## Mästare

### Singel
Tommy Robredo besegrade  Thomaz Bellucci, 6–3, 3–6, 6–4
- Det var Robredos första titel det året och hans 8:e i karriären.

### Dubbel
Marcel Granollers /  Tommy Robredo besegrade  Lucas Arnold Ker /  Juan Monaco 6–4, 7–5